# Curno
Curno ist eine italienische Gemeinde (comune) mit 7525 Einwohnern (Stand 31. Dezember 2023) in der Provinz Bergamo, Region Lombardei.

## Geographie
Curno liegt sechs km südwestlich der Provinzhauptstadt Bergamo und 40 km nordöstlich der Metropole Mailand.
Die Nachbargemeinden sind Bergamo, Bonate Sopra, Mozzo, Ponte San Pietro und Treviolo.

## Sehenswürdigkeiten
- Das Castello della Marigolda aus dem 14. Jahrhundert.
- Die römische Nekropole aus dem 1. Jahrhundert.
- Die Pfarrkirche Santa Maria Assunta, die im Kern aus dem 13. Jahrhundert stammt. Der Rest der Kirche wurde fast komplett vier Jahrhunderte später erbaut.